# Sixt
SiXT er et tysk biludlejningsfirma som har eksisteret siden 1912. Sixt er en af verdens største koncerner inden for biludlejning, leasing, bilpleje, limousineservice og bilsalg. Sixt har mere end 3.500 udlejningskontorer og er repræsenteret i mere end 90 lande. 
Virksomheden omsatte i 2008 for ca. 13 milliarder kr. og er noteret på den tyske fondsbørs. 

## Tidslinje
- 1912: Martin Sixt åbner det første kontor med syv biler. Fire Mercedes og tre Luxus-Deutz-Landaulets.
- 1919: Martin Sixt åbner kontor i Seitzstrasse 11 i München. Kontoret er stadig en af de mest benyttede biludlejningskontorer.
- 1927: Martin Sixt overlader virksomheden til sin nevø, Hans Sixt.
- 1939: Værnemagten beslaglægger alle biler i Sixt-flåden. Kun en syvsæders Mercedes-Benz 230 overlever krigen.
- 1948: Sixt introducerer som de første i Europa taxier med radio.
- 1966: Sixt åbner sine første kontorer i forbindelse med lufthavne – i henholdsvis Frankfurt am Main og München.
- 1977: Sixt åbner biludlejningskontorer i alle lufthavne i Vesttyskland.
- 1986: Virksomheden introduceres på den tyske fondbørs.
- 1988: Sixt leasing etableres.
- 1995: Som det første biludlejningsfirma i Tyskland introduceres Sixt på internettet
- 1998: Sixt har nu mere end 1000 kontorer over hele verdenen
- 2004: Sixt åbner kontor i Danmark.
- 2008: Sixt iphone applikation introduceres og Sixt bliver anbefalet partner med Lufthansa.